# Nelly's

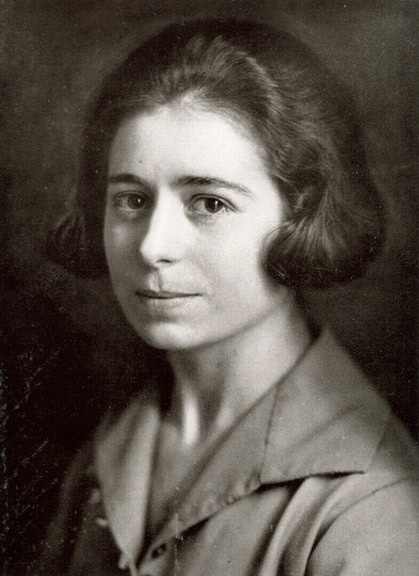
Imagen de Nelly's tomada por el fotógrafo Hugo Erfurth.

Elli Sougioultzoglou-Seraidari (en griego: Έλλη Σουγιουλτζόγλου-Σεραϊδάρη; 3 de noviembre de 1899 - 8 de agosto de 1998), más conocida como Nelly's, fue una fotógrafa griega cuyas imágenes de los antiguos templos griegos contra el mar y el cielo ayudaron a generar la imagen visual de Grecia en la mente occidental (o, en una lectura crítica, la imagen visual de Occidente de Grecia en la propiamente griega).Hay cierta confusión sobre cómo referirse a ella dado que adoptó el diminutivo "Nelly" para su trabajo de retratos de sociedad profesional, y su genitivo, "Nelly's" se incorporó en su sello de estudio decorativo, pero en ningún momento se refirió a sí misma como Nelly's. Esa versión de su nombre fue popularizada por los periódicos en el momento de su redescubrimiento en la década de 1980. Ahora se la conoce cada vez más como "Elli Seraidari".

## Biografía
Nació en Aidini (ahora Aydın), cerca de Smyrna (ahora İzmir), Asia Menor. Estudió fotografía en Alemania con Hugo Erfurth y Franz Fiedler, en 1920-1921, antes de la expulsión en 1922 de la etnia griega de Asia Menor por parte de los turcos tras la guerra greco-turca (1919-1922). En 1924, llegó a Grecia, donde adoptó un enfoque ingenuo, nacionalista y conservador de su trabajo. Su estilo coincidió con la necesidad del estado griego de producir una visión ideal del país y su gente, tanto para fines internos como externos, promoviendo con ello el turismo. En este sentido, Souyioultzoglou-Seraidari puede ser vista como la primera anunciante "nacional" griega, especialmente después de su nombramiento como fotógrafa oficial del recién creado Ministerio de Turismo griego.
En algún momento se la llamó "la Leni Riefenstahl griega" por su colaboración con el Régimen del 4 de agosto, del que fue una de sus fotógrafas más prolíficas. En 1936, fotografió los Juegos Olímpicos de Berlín. En 1939, se le encargó la decoración del interior del pabellón griego en la Exposición Universal de Nueva York, para la cual elaboró gigantescos collages que expresaban de manera extremadamente selectiva las similitudes físicas entre los antiguos griegos y los modernos.
Como griega de la diáspora, la visión de Nelly sobre Grecia podría tildarse de "idílica", lo que coincidía con los objetivos propagandísticos del régimen protofascista, dirigido por el general Ioannis Metaxas. Su trabajo ayudó a ilustrar el ideologema de la continuidad racial de los griegos desde la Antigüedad, que estaba en el centro de la agenda de Metaxas (la llamada "Tercera Civilización Helénica" en su mayoría, inspirada en el Tercer Reich de la Alemania nazi) .
Mientras estaba en Nueva York para la Exposición Universal de 1939, decidió no regresar a Grecia. En los Estados Unidos y continuó su trabajo a través de la realización de retratos fotográficos comerciales y se desarrolló aún más en la fotografía publicitaria y en los fotorreportajes. También mantuvo vínculos con poderosos griegos, incluidos los armadores Stavros Niarchos y Aristóteles Onassis, y desarrolló contactos con la Casa Blanca. De este período se sabe poco de su trabajo, excepto de su proyecto "Desfile de Pascua de Nueva York" que en las vistas retrospectivas de su trabajo no se menciona en gran medida, ya que no se alinea con ningún estereotipo griego anterior o con los continuos desarrollos en el lenguaje fotográfico de sus contemporáneos.

## Regreso a Grecia y muerte
Viajó a Grecia en 1949 pero no regresaría definitivamente hasta el 2 de marzo de 1966 y vivió, junto con su esposo Angelos Seraidaris, en Nea Smyrni, Ática, y abandonó su trabajo como fotógrafa.
En el año 1985, Nelly donó sus archivos fotográficos y cámaras al Museo Benaki de Atenas, mientras que en el año 1987, el Centro Helénico de Fotografía y el gobierno le entregaron un diploma y una medalla de honor. En 1993, el entonces presidente de la República griega le otorgó la Orden del Fénix . En 1996, la Academia de Atenas le otorgó el Premio de las Artes y las Letras.
Nelly falleció en Nea Smyrni, Atenas en 1998.